# Вілла-Фаральді
Вілла-Фаральді (італ. Villa Faraldi, ліг. A Vila Faraodi) — муніципалітет в Італії, у регіоні Лігурія,  провінція Імперія.
Вілла-Фаральді розташована на відстані близько 430 км на північний захід від Рима, 85 км на південний захід від Генуї, 11 км на північний схід від Імперії.
Населення — 456 осіб (2014).

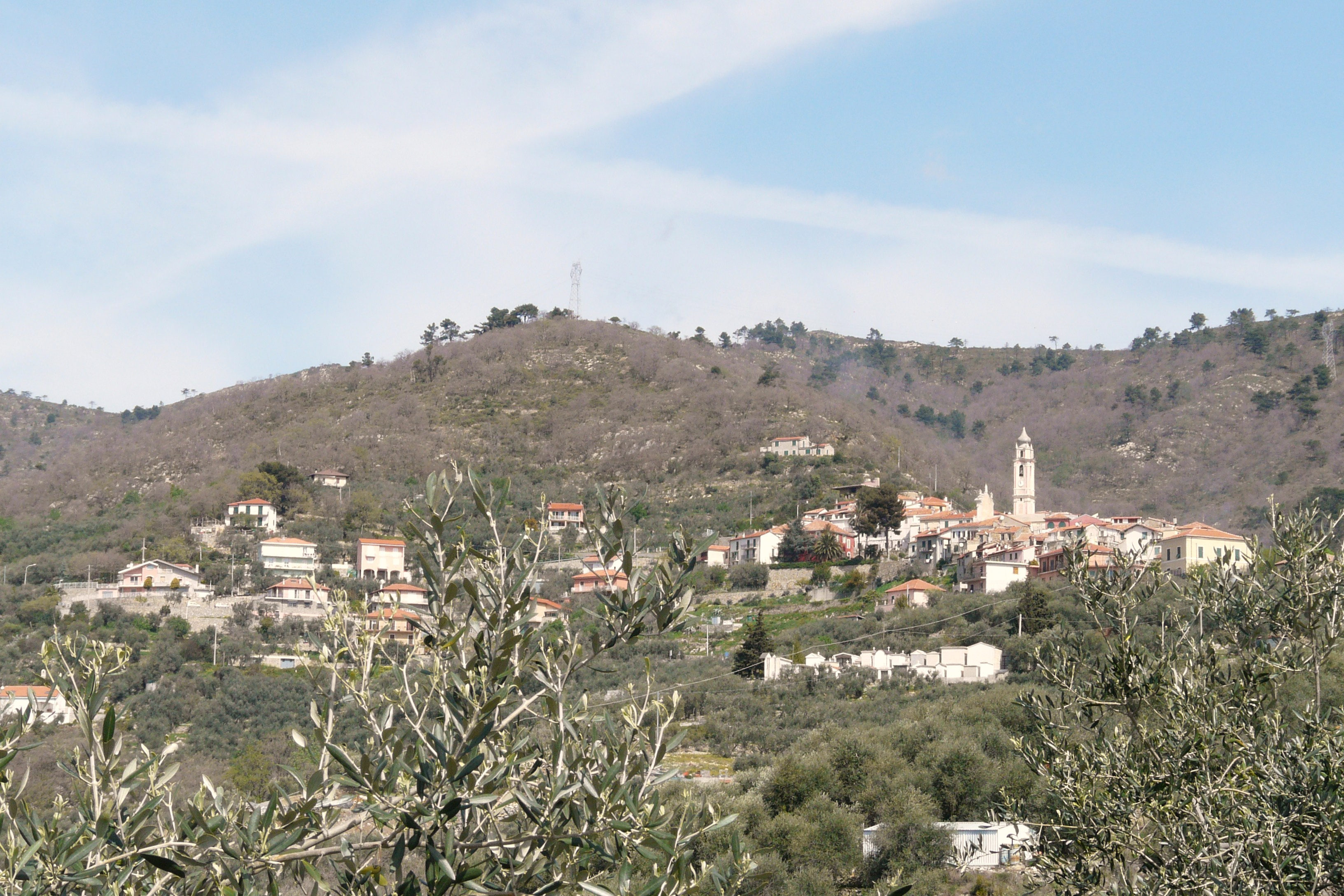

Щорічний фестиваль відбувається 10 серпня. Покровитель — san Lorenzo.

## Демографія
Населення за роками:

Станом на 1 січня 2023 року в муніципалітеті офіційно проживали 54 іноземці з 13 країн, серед них 24 громадяни країн Євросоюзу та 4 громадяни України.

## Сусідні муніципалітети
- Андора
- Діано-Сан-П'єтро
- Сан-Бартоломео-аль-Маре
- Стелланелло